# ديفيد ابروزيسي
ديفيد ابروزيسي (بالإنجليزية: David Abruzzese)‏ هو لاعب كرة قدم بريطاني في مركز ظهير ‏، ولد في 8 أكتوبر 1969 في أبردير ‏ في المملكة المتحدة. لعب مع نادي باري تاون يونايتد ونادي توركي يونايتد ونيوبورت كونتي.